# Vulmar van Hautmont

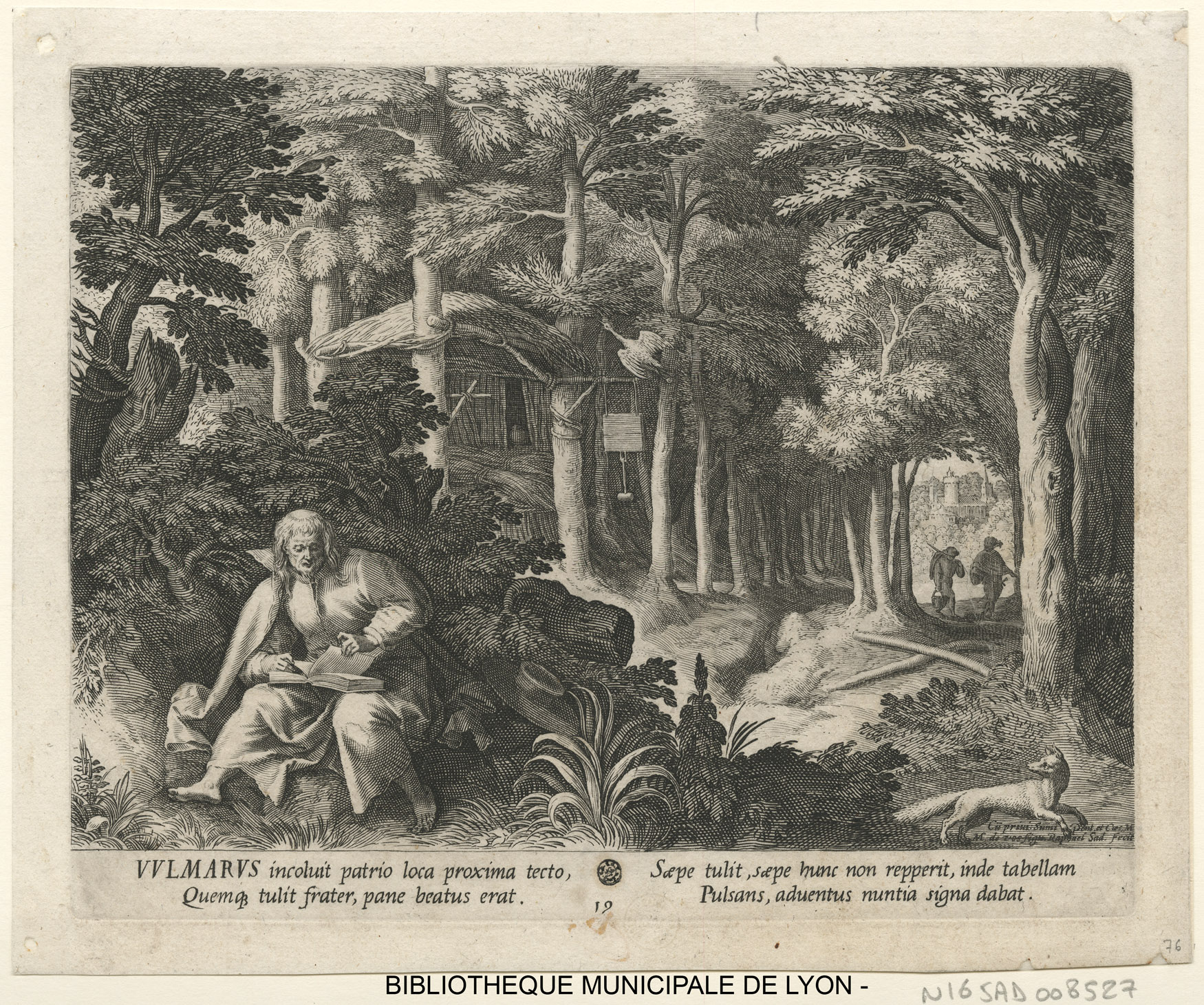
Vulmar op het landgoed van zijn vader. Rechts achteraan het huis; midden het plankje waarop zijn broer klopte telkens wanneer hij brood legde.

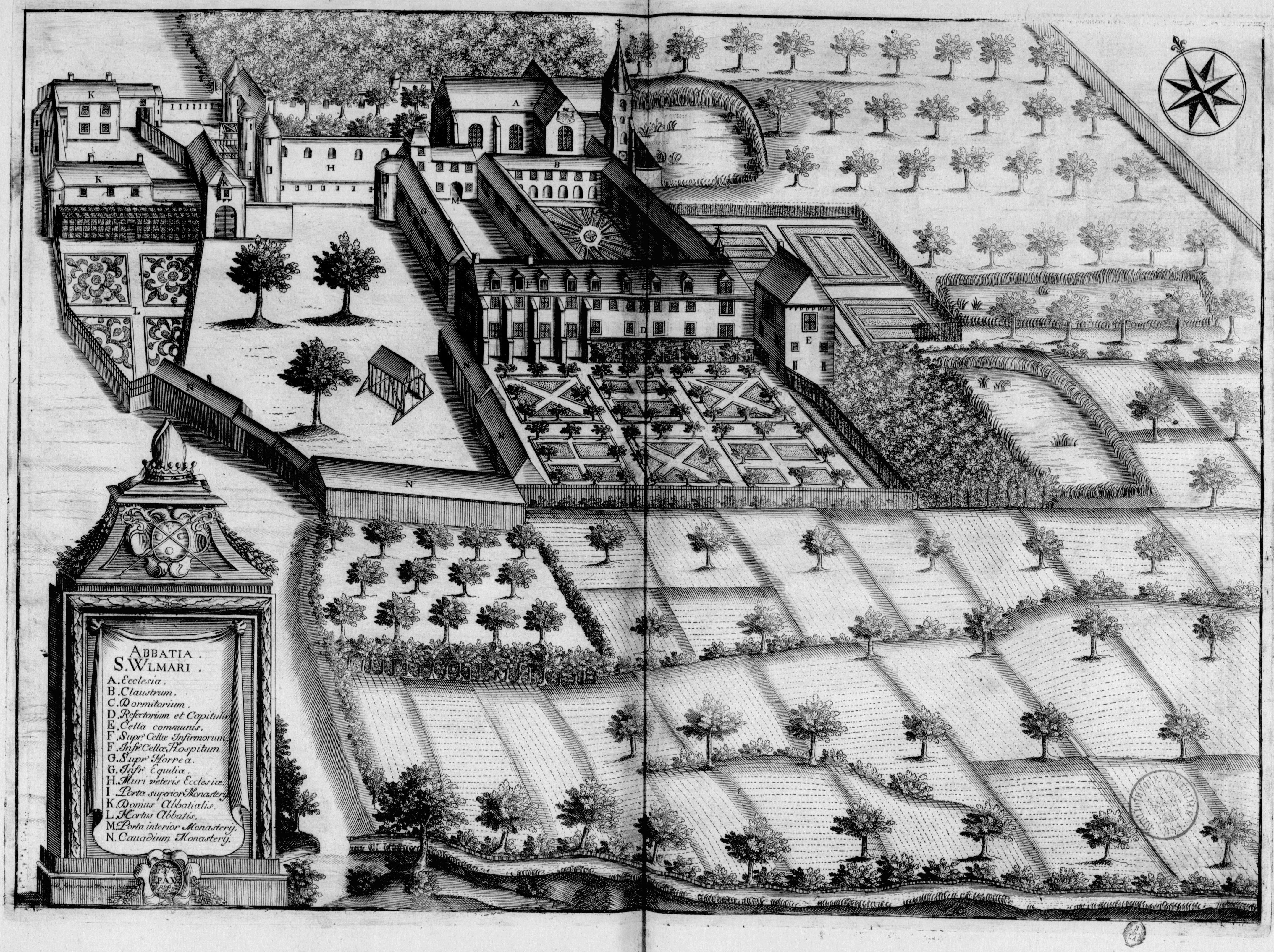
Abdij Saint-Wulmer in Samer

Vulmar van Hautmont (graafschap Boulogne, circa 620 – graafschap Boulogne, 20 juli 697) was een benedictijner monnik, die op het domein van zijn vader de abdij van Samer stichtte en er de eerste abt werd.

## Synoniemen
Vulmarus, Ulmarus, Vilmarus, Wilmarus, Wolmarus, Wulmar van Hautmont; van Samer; van Boulogne-sur-Mer.

## Levensloop
Vulmar werd geboren in het graafschap Boulogne, als zoon van Walbert, een lokale heer en grootgrondbezitter. Boulogne was nog geen uitgebouwd graafschap maar was een van de steden van de Morienen in Austrasië, een Merovingisch deelrijk. Vulmar moest van koning Sigebert III, koning van Austrasië, scheiden van zijn vrouw Historalda, want de koning had haar aan een andere man toegewezen. De soldaten van deze man haalden Historalda weg bij Vulmar. Vulmar trok zich terug in de benedictijnenabdij van Hautmont, in het graafschap Henegouwen (Austrasië). Daar werkte hij als knecht of lekebroeder op de velden en in de stallen van de abdij. De abt was getroffen door de gehoorzaamheid van Vulmar en liet bisschop Aubertus van Kamerijk Vulmar wijdde tot priester-benedictijn.
Hierna vroeg Vulmar de toestemming om in eenzaamheid te leven en dus het kloosterleven te verlaten. De abt stond toe dat Vulmar op de Kasselberg teruggetrokken leefde, volgens de legende, in een holle boom. Volgens de legende verteld in Eke, Noorderdepartement, stichtte Vulmar hun dorp.
Vulmar reisde vervolgens naar het landgoed van zijn vader, nabij Boulogne-sur-Mer. Zijn broer Wamer was er de baas. Vulmar leefde in een boshut. Wamer bracht brood naar zijn broer in het bos. Omdat Wamer onregelmatig kwam, klopte hij op een plankje zodat Vulmar wist dat er brood aangekomen was (Latijn: frater pulsans tabellam).
Wulmar stichtte 2 abdijen: een voor vrouwen in Vilière, vandaag Wierre-au-Bois genoemd, en een voor mannen in Area, vandaag Samer genoemd. Vulmar was de eerste abt van de benedictijnenabdij van Samer.

## Overlijden
Wulmar stierf in 697. Later werd zijn lichaam overgebracht naar Boulogne-sur-Mer, op vraag van en onder bescherming van de graven van Boulogne. Vandaar werd Vulmar soms genoemd Wulmar van Boulogne. Wulmar werd heilig verklaard omwille van mirakels die plaatsvonden rond zijn graf.
Twee eeuwen later verwoestten de Noormannen de twee abdijen gesticht door Wulmar. De vrouwenabdij van Wierre-au-Bois werd niet heropgebouwd. De abdij van Area werd wel heropgebouwd en kreeg de naam Samer. Dit is een samentrekking van Sanctus Wilmarus, wat wijst op de belangrijke heiligencultus rond Wulmar. De abdij Sint-Wulmer ging nog eens in rook op tijdens de Honderdjarige Oorlog door soldaten van koning Eduard III van Engeland (1346) en later nog eens door rellen (1522). De abdij werd opgedoekt met de Franse Revolutie.